# Encyclia fabianae
Encyclia fabianae är en orkidéart som beskrevs av B.P.Faria, A.D.Santana och Péres Junior. Encyclia fabianae ingår i släktet Encyclia och familjen orkidéer. Inga underarter finns listade i Catalogue of Life.